# 1482 Sebastiana
1482 Sebastiana eller 1938 DA1 är en asteroid i huvudbältet, som upptäcktes 20 februari 1938 av den tyske astronomen Karl Wilhelm Reinmuth i Heidelberg. Den har fått sitt namn efter tysken Sebastian Finsterwalder.
Asteroiden har en diameter på ungefär 17 kilometer och den tillhör asteroidgruppen Koronis.